# 居酒屋とくまる
居酒屋とくまる（いざかやとくまる）は、2015年4月から9月までエフエム佐賀で毎週木曜19:00-19:55に放送していたラジオ番組。スポンサーは複数社の合同提供。居酒屋を舞台に見立てた音楽トーク番組で、パーソナリティの德丸英器が居酒屋の大将、リスナーを居酒屋の常連客、ゲストは予約客という設定となっている。2015年9月22日にはリスナー参加イベントを佐賀市の佐賀市歴史民俗館「浪漫座」で開催した。

## 概要

### 放送時間
木曜　19:00-19:55

### パーソナリティ
- 德丸英器

### ゲスト
Bivattcheeのボーカル堤晋一や、GROUND NUTSのキーボード伊東ミキオといったメジャーアーティストも出演したが、番組コンセプトとしてメジャーの第一線で活躍するアーティストではなく、その場を目指している人を取り上げるという一面があり、佐賀県出身者を中心に様々なインディーズアーティストがゲストとして登場した。ほかにはライブMCなどでも活躍するラジオパーソナリティや、ローカルライブのイベンターなども出演している。

## 主なコーナー
『生、入ります！』
ゲストの生演奏や、大将・エイキとの生セッション。
『常連さん、いらっしゃい』
スポンサーがゲスト出演するコーナー。